# Bernard Stiegler
Bernard Stiegler (Villebon-sur-Yvette, 1º aprile 1952 – Épineuil-le-Fleuriel, 6 agosto 2020) è stato un filosofo francese. 
Il suo lavoro teorico esplora i temi della tecnologia e di come questa influenzi da sempre l'umanità e il lavoro. Tra le sue opere più note c'è il ciclo La technique et le temps, e in particolare il primo volume La faute d'Épiméthée.
È morto suicida.

## Biografia

### Incarcerazione
Tra il 1978 e il 1983 Stiegler fu incarcerato per rapina a mano armata, inizialmente nella prigione di Saint-Michel a Tolosa e successivamente nel centro di detenzione di Muret. Fu durante questo periodo che si interessò alla filosofia, studiandola per corrispondenza con Gérard Granel all'Università di Tolosa. La sua trasformazione in prigione è raccontata nel suo libro Passer à l'acte (2003).

### Carriera
Nel 1987-88, insieme a Catherine Counot, Stiegler commissionò una mostra al Centro Georges Pompidou, intitolata Mémoires du futur: bibliothèques et technologies. Stiegler discusse la propria tesi all'École des hautes études en sciences sociales nel 1992. Divenne poi direttore del Collège international de philosophie e professore all'Université de Technologie di Compiègne, nonché professore ospite alla Goldsmiths College di Londra. In seguito ha ricoperto gli incarichi di direttore generale presso l'Institut national de l'audiovisuel (INA) e di direttore generale presso l'Institut de Recherche et Coordination Acoustique/Musique (IRCAM). Il 1º gennaio 2006 fu nominato direttore del Dipartimento per lo sviluppo culturale del Centro Georges Pompidou di Parigi. Divenne poi direttore dell'Institut de recherche et d'innovation (IRI), creato su sua iniziativa nell'aprile dello stesso anno. Nel 2010 aprì una propria scuola di filosofia nella città francese di Épineuil-le-Fleuriel.

## Influenze e temi
Il lavoro di Stiegler è influenzato, tra gli altri, da Sigmund Freud, André Leroi-Gourhan, Gilbert Simondon, Friedrich Nietzsche, Paul Valéry, Edmund Husserl, Martin Heidegger, Karl Marx, Gilles Deleuze e Jacques Derrida. I temi chiave di cui si occupa sono tecnologia, tempo, individuazione, consumismo, consumismo capitalistico, convergenza tecnologica, rivoluzione digitale, americanizzazione, istruzione e futuro della politica e della società umana.

### La technique et le temps
Nel ciclo La technique et le temps Stiegler sostiene che la tecnica sia l'elemento in grado di formare tutto l'orizzonte dell'esistenza umana: ogni esperienza che gli esseri umani fanno, infatti, è in qualche modo mediata dagli strumenti tecnici e tecnologici che estendono le capacità dell'uomo: il fuoco e le coperte che gli umani usano per scaldarsi, consente loro di andare dove fa freddo; l'invenzione dei recipienti per l'acqua o dei pozzi consentono loro di abitare anche lontano da un fiume. Per Stiegler, questo dato di fatto è stato sostanzialmente ignorato dalla filosofia nel corso della storia, poiché essa non ha mai smesso di operare sulla base di una distinzione tra episteme e techne, cioè separando nettamente la conoscenza e la scienza dalla tecnica.
La tesi generale della collana La technique et les temps è che la genesi della tecnica corrisponda non solo alla genesi di ciò che viene chiamato "umano", ma dell'esperienza del tempo in quanto tale, e che questo sia l'indizio fondamentale per comprendere il futuro del processo dinamico in cui consistono l'umano e il tecnico.

## Opere
- La Technique et le temps, volume 1: La Faute d’Épiméthée, Paris, Galilée, 1994. ISBN 2718604409
- La Technique et le temps, volume 2: La Désorientation, Paris, Galilée, 1996. ISBN 2718604689
- Échographies de la télévision, con Jacques Derrida, 1996. ISBN 2718604808
- La Technique et le Temps, volume 3: Le Temps du cinéma et la Question du mal-être, Paris, Galilée, 2001. ISBN 2718605634
- Passer à l'acte, Paris, Galilée, 2003. ISBN 2718606169, traduzione di Elena Imbergamo, Passare all'atto, Roma, Fazi, 2005.
- Aimer, s'aimer, nous aimer : du 11 septembre au 21 avril, Paris, Galilée, 2003. ISBN 2718606290, traduzione di Alessandro Porrovecchio, Amare, amarsi, amarci, Milano, Mimesis, 2014.
- De la misère symbolique, volume 1: L'Époque hyperindustrielle, Paris, Galilée, 2004. ISBN 2718606355, traduzione di Rosella Corda, La Miseria Simbolica Volume 1. L'epoca iperindustriale, Milano, Meltemi editore 2021.
- Philosopher par accident, con Elie During, Paris, Galilée, 2004. ISBN 2718606487
- Mécréance et Discrédit, volume 1: La Décadence des démocraties industrielles, Paris, Galilée, 2004. ISBN 2718606606
- Con Nicolas Donin et al., «Révolutions industrielles de la musique», in Cahiers de médiologie n. 18, 2004. ISBN 2213621411
- De la misère symbolique, volume 2: La Catastrophe du sensible, Paris, Galilée, 2005. ISBN 2718606347, traduzione di Rosella Corda, La Miseria Simbolica Volume 2. La catastrofe del sensibile, Milano, Meltemi editore, 2021.
- Constituer l'Europe, volume 1: Dans un monde sans vergogne, Paris, Galilée, 2005. ISBN 2718606894
- Constituer l'Europe, volume 2: Le Motif européen, Paris, Galilée, 2005. ISBN 2718606908
- Mécréance et Discrédit, volume 2: Les Sociétés incontrôlables d'individus désaffectés, Paris, Galilée, 2006. ISBN 2718607068
- Mécréance et Discrédit, volume 3: L'Esprit perdu du capitalisme, Paris, Galilée, 2006. ISBN 2718607157
- Des pieds et des mains. Petite conférence sur l'homme et son désir de grandir, Paris, Bayard, 2006. ISBN 2227475668
- La Télécratie contre la démocratie. Lettre ouverte aux représentants politiques, Paris, Flammarion, 2006. ISBN 2082105695
- Con Marc Crépon, George Collins e Catherine Perret, Réenchanter le monde : la valeur esprit contre le populisme industriel, Paris, Flammarion, 2006. ISBN 2082105857. Traduzione di Paolo Vignola, Reincantare il mondo. Il valore spirito contro il populismo industriale, Napoli-Salerno, Orthotes Editrice, 2012.
- Con Marc Crépon, De la démocratie participative : fondements et limites, Paris, Mille et une Nuits, 2007. ISBN 2755500336
- Prendre soin, de la jeunesse et des générations, Paris, Flammarion, 2008. Traduzione di Paolo Vignola Prendersi cura. Della gioventù e delle generazioni, Napoli-Salerno, Orthotes Editrice, 2014.
- Économie de l'hypermatériel et psychopouvoir, con Philippe Petit e Vincent Bontems, Paris, Mille et une Nuits, 2008.
- Con Alain Giffard e Christian Faure, Pour en finir avec la mécroissance : quelques réflexions d’Ars industrialis, Paris, Flammarion, 2009.
- Pour une nouvelle critique de l'économie politique, Paris, Galilée, 2009.
- Repenser l'esthétique, pour une nouvelle époque du sensible, in C. Tron (dir.), Esthétique et société, Paris, L'Harmattan, 2009
- Con Serge Tisseron, Faut-il interdire les écrans aux enfants ?, Paris, Mordicus, 2009.
- «La mécroissance», in Regards sur la crise : réflexions pour comprendre la crise... et en sortir, opera collettiva diretta da Antoine Mercier, con Alain Badiou, Miguel Benasayag, Rémi Brague, Dany-Robert Dufour, Alain Finkielkraut, Élisabeth de Fontenay et al., Paris, Éditions Hermann, 2010.
- Ce qui fait que la vie vaut la peine d'être vécue, de la pharmacologie, Paris, Flammarion, 2010. ISBN 9782081220355
- L'École, le numérique et la société qui vient, con Denis Kambouchner, Philippe Meirieu, Julien Gautier e Guillaume Vergne, Paris, Fayard/Mille et une nuits, 2012.
- États de choc - Bêtise et savoir au XXIe siècle, Paris, Fayard/Mille et une nuits, 2012. ISBN 9782755506457
- Pharmacologie du Front National, in Vocabulaire d'Ars Industrialis di Victor Petit, Paris, Flammarion, 2013.
- Digital studies: organologie des savoirs et technologies de la connaissance, FYP Editions, 2014.
- La Société automatique, volume 1: L'avenir du travail, Paris, Fayard, 2015. ISBN 978-2213685656 trad. it e cura di Baranzoni, Pelgreffi, Vignola, La società automatica. volume 1. L'avvenire del lavoro, Milano, Meltemi editore, 2019.
- L'emploi est mort, vive le travail! , con Ariel Kyrou, Paris, Fayard/Mille et une nuits, 2015. ISBN 978-2755507461
- Dans la disruption : Comment ne pas devenir fou ?, Paris, Les Liens qui Libèrent, 2016 (volume comprendente anche Entretien sur le christianisme del 23 aprile 2008, con Alain Jugnon e Jean-Luc Nancy). ISBN 979-1020903624
- La toile que nous voulons, sotto la direzione di Bernard Stiegler, con testi di Julian Assange, Bernard Stiegler, Evgeny Morozov, Dominique Cardon, Paul Jorion, François Bon, Thomas Berns, Bruno Teboul, Ariel Kyrou, Yuk Hui, Harry Halpin, Pierre Guéhenneux, David Berry, Cristian S. Calude e Giuseppe Longo, Paris, FYP Éditions, collezione «Nouveau monde industriel», 2017. ISBN 978-2364051478
- La Technique et le temps. 1. La faute d’Épiméthée — 2. La désorientation — 3. Le temps du cinéma et la question du mal-être. Suivis de Le nouveau conflit des facultés et des fonctions dans l'Anthropocène, Paris, Fayard, 2018. ISBN 978-2213700878
- Qu'appelle-t-on panser ? volume 1: L'immense régression, Paris, Les Liens qui libèrent, 2018, traduzione di Rosella Corda, Pensare, curare. Riflessioni sul pensiero nell'epoca della post-verità, Milano, Meltemi, 2024.
- Qu'appelle-t-on panser ? volume 2: La Leçon de Greta Thunberg, Paris, Les Liens qui libèrent, 2020.